# Tomislav Pucar
Tomislav Pucar (Pula, 26. siječnja 1996.) hrvatski je stolnotenisač. 

## Životopis
Karijeru je započeo sa šest godina igrajući u Stolnoteniskom klubu Pula; kratko nastupao za klubove Srdoči i Poreč. Nakon završetka osnovne škole u rodnom gradu, 2011. upisao je Športsku gimnaziju Zagreb i 2012. počeo igrati za Gradski stolnoteniski klub Zagreb. Potom je u Njemačkoj igrao u Drugoj saveznoj ligi za TTC OE Bad Homburg 1987 (2014. – '17.), a od 2017. nastupao je za PKS Kolping FRAC Jarosław. Na juniorskom prvenstvu Europe u pojedinačnoj konkurenciji osvojio je 2. mjesto (2013.) i u konkurenciji miješanih parova 1. mjesto (2014). 
U pojedinačnoj konkurenciji do 21 godine postao je prvak Hrvatske 2016. i Europe u Sočiju 2017. te u konkurenciji muških parova viceprvak Europe (2017).
Od 2018. igrao je za TTC RhönSprudel Fulda-Maberzel u njemačkoj Bundesligi. Osvojio je brončanu medalju na Europskim igrama u Minsku 2019. godine. Od 2022. Pucar igra za Apuania Carrara Tennistavolo u talijanskoj Serie A1.
Nastupio je na Olimpijskim igrama u Tokiju 2020. godine i izgubio u 2. kolu, a nastupio je i na Olimpijskim igrama u Parizu 2024. godine.